# Kryptondifluoride
Kryptondifluoride is een anorganische verbinding van krypton en fluor met als brutoformule KrF2. De stof komt voor als een kleurloze vaste stof, die hevig reageert met water en sterke zuren. Kryptondifluoride was de eerste verbinding van krypton die werd ontdekt.

## Synthese
Kryptondifluoride kan op verscheidene methoden worden gesynthetiseerd:
- Bombardement met protonen
- Elektrische ontlading onder hoge druk
- Fotochemische behandeling

De algemene reactie kan begrepen worden als:
{\displaystyle \mathrm {Kr\ +\ F_{2}\ \longrightarrow \ KrF_{2}} }

## Structuur
De molecule is lineair en de Kr-F-afstand bedraagt 188,9 pm. Er bestaan twee kristallografische varianten: de α- en β-fase. β-KrF2 kan boven −80 °C bestaan, terwijl de α-fase eerder stabiel is bij lage temperaturen.

## Eigenschappen en reacties

### Oxidaties
Kryptondifluoride is een sterke oxidator en fluoreringsreagens. Het kan goud oxideren tot zijn hoogste oxidatietoestand (+V):
{\displaystyle \mathrm {8\ KrF_{2}\ +\ 2\ Au\ \longrightarrow \ 2\ KrF^{+}AuF_{6}^{-}\ +\ 6\ Kr\ +\ F_{2}} }
Dit KrF+AuF6− ontleedt bij 60 °C tot goud(V)fluoride, krypton en fluorgas:
{\displaystyle \mathrm {KrF^{+}AuF_{6}^{-}\ \longrightarrow \ AuF_{5}\ +\ Kr\ +\ F_{2}} }
Verder kan kryptondifluoride xenon oxideren tot xenonhexafluoride:
{\displaystyle \mathrm {3\ KrF_{2}\ +\ Xe\ \longrightarrow \ XeF_{6}\ +\ 3\ Kr} }

### Syntheses
Kryptondifluoride kan verder worden aangewend om moeilijk te bereiden verbindingen te maken, waaronder het BrF6+-kation. Het reageert ook met antimoon(V)fluoride om het zout KrF+SbF6− te vormen.